# Aaron Olsen

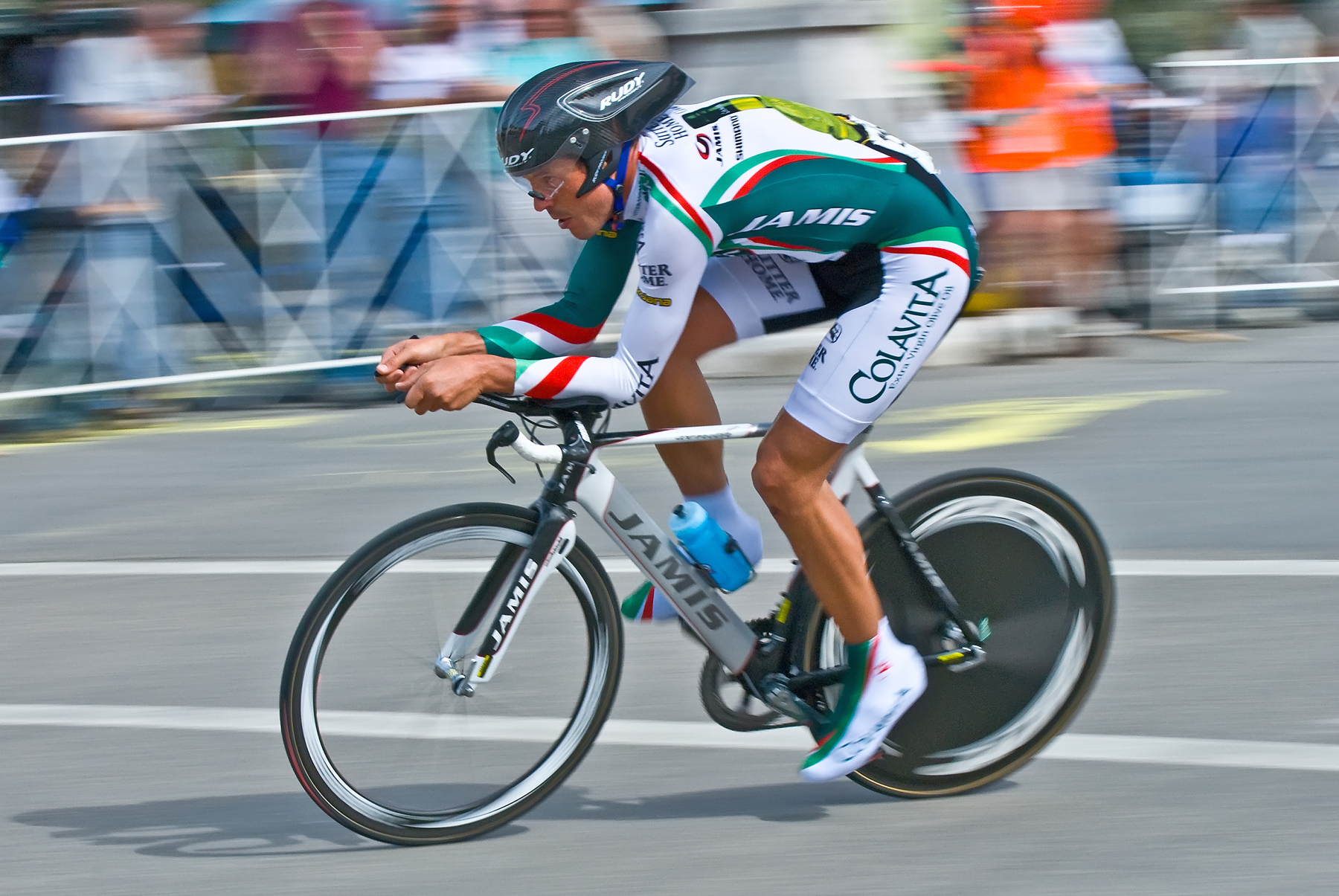
Aaron Olsen en el Tour de California 2009.

Aaron Olsen es un ciclista estadounidense nacido el 11 de enero de 1978.
Debutó como profesional en el año 2005 con el equipo Colavita Olive Oil.

## Palmarés
2003
- Valley of the Sun Stage Race
- 1 etapa de la International Cycling Classic

2004
- 1 etapa del Tour de Beauce
- 1 etapa del Tour de Toona

2005
- Kelly Cup

## Equipos
- Colavita-Sutter Pro Cycling Team (2005)
- Saunier Duval-Prodir (2006)
- T-Mobile (2007)
- Bissell Pro Cycling Team (2008)
- Colavita (2009)

- Datos: Q302450